# Коропенко, Сергей Николаевич
Сергей Николаевич Коропенко (родился 22 июня 1960 в городе Александрия, УССР) — украинский писатель и спортсмен, больше известный, как Сергей Короп. Автор работает в разных жанрах (в том числе детектив, фантастика, мистика), пишет для взрослых, детей и юношества. С 2010 года — член Украинской ассоциации писателей социально-художественной литературы. С 2017 года — член правления Украинского Фонда культуры, по вопросам кинематографии. Лауреат Международной премии им. Владимира Винниченко (2017 г.)

## Образование
В 1982 году окончил Одесский финансово-экономический колледж и получил квалификацию экономиста.

В 1986 году окончил Ярославское высшее военное финансовое училище им. Генерала Армии Хрулева и получил квалификацию финансиста.

В 2004 году с отличием окончил Киевскую школу телохранителей «Альфа-Щит».

## Спортивная деятельность
С 1993 года является инструктором Польской федерации айкидо в Варшаве под руководством Президента ПФА Романа Хоффмана (V дан).

1998 г. получил «черный пояс» по айкидо (I дан) у сенсея Ясуно (VII дан, Токио), является членом международной ассоциации айкидо мира в Хомбу Додзё, г. Токио (основатель Морихей Уэсиба).

2001 г. получил II дан у сенсея Секи (VII дан, Токио).

Спортивные достижения вдохновили на написание спортивно-оздоровительных книг «Айкидо. Защитить все живое» (Издательство «Слалом», Львов, 1997 г.) и «Победить себя» (Издательство «Слалом», Львов, 2008 г).

## Профессиональная деятельность
1978-80 гг. прохождение срочной службы в рядах Советской армии.

1985-86 гг. участие в боевых действиях в Демократической Республике Афганистан.

1982-87 гг. прохождение сверхсрочной службы в военно-воздушных силах СССР.

1987-91 гг. начальник отдела оборудования ПО «Александияуголь».

1991—2003 гг. Президент Галицкой федерации айкидо во Львове.

2003—2005 гг. Главный государственный ревизор-инспектор, Советник ІІ ранга в государственной налоговой администрации Украины.

2006-07 гг. начальник службы безопасности ООО «Центр исследований правового обеспечения».

2007 г. — 2014 г. преподаватель рукопашного боя для телохранителей, в учебном центре ООО «Альфа-Щит».

В настоящее время — Генеральный продюсер компании KOROP FILM (Болгария).

## Фильмография
Роли в кино:

2021 — Сериал «Плут». Режиссер: Валерий Ибрагимов. Сезон 1. Серия 1. Роль — начальник колонии.

2020 — Сериал «Опер по вызову-5». Режиссер: Валерий Ибрагимов. Сезон 5. Серия 15. Роль — заведующий складом.

2019 — Сериал «Мавки». Режиссер: Валерий Ибрагимов. Сезон 1. Серия 1. Роль — охранник.
Автор сценариев:

2021 г. — художественный фильм «Я — Рюрик!», на литературной основе романа «Русь. Легенда о Рюрике». Соавтор сценария, продюсер;

2021 г. — телесериал «Иван Сирко», 10 серий. Соавтор сценария, продюсер;

2020 г. — мини-сериал «Портрет для девушки», криминальная мелодрама, 4 серии. Соавтор сценария;

2020 г. — телесериал «Паутина лжи», полицейский детектив, криминальная драма, 12 серий. Соавтор сценария;

2020 г. — мини-сериал «Чистильщики», 8 серий. Соавтор сценария;

2020 г. — телесериал «Время мечей (Мечислав)», на литературной основе романа «Русь. Время мечей», приключенческий боевик, историческая драма, 12 серий. Соавтор сценария;

2019 г. — мини-сериал «Чистюля», криминальная мелодрама, 4 серии. Автор сценария;